# Elmar Daucher

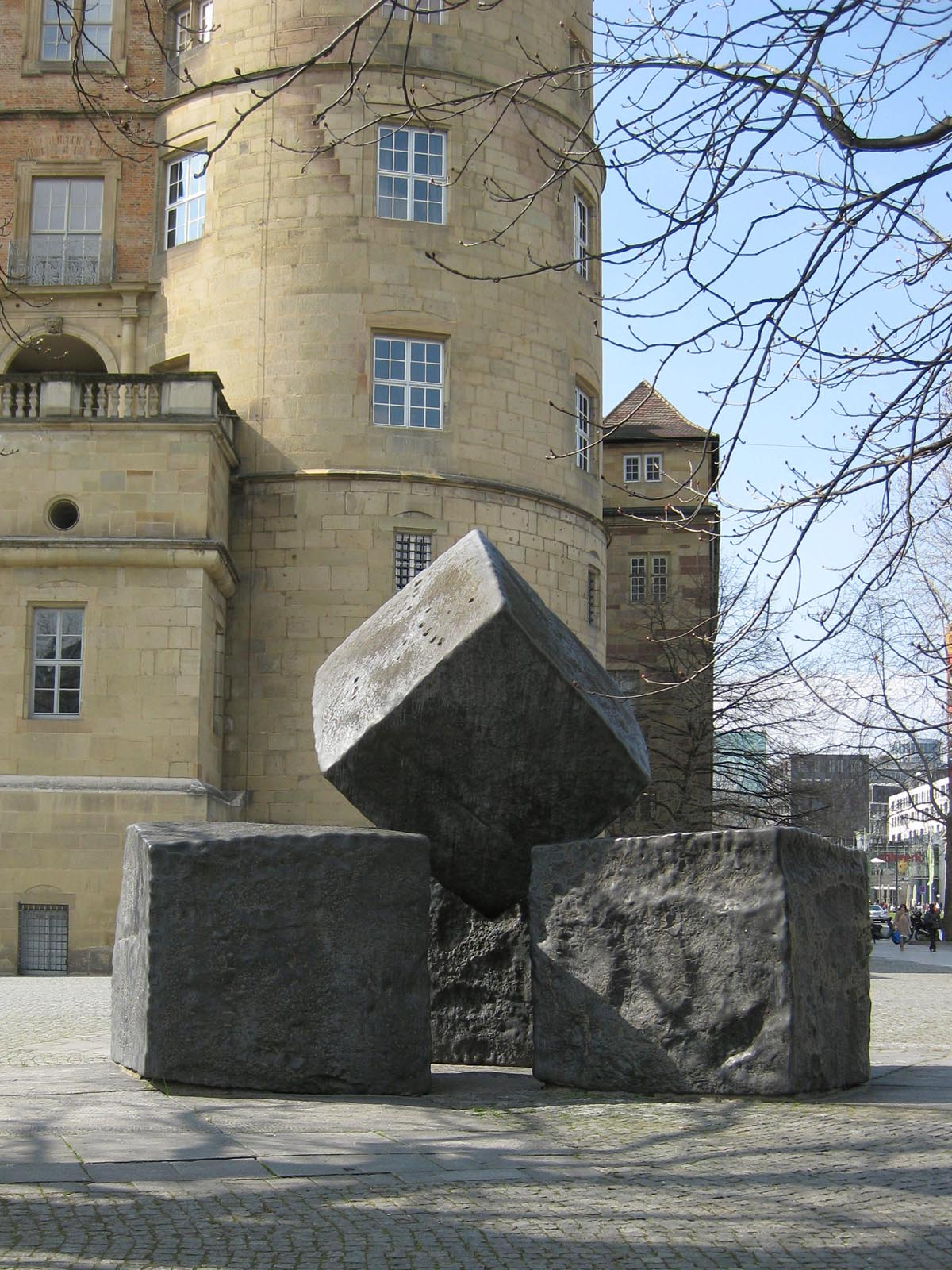
Mahnmal für die Opfer des Nazionalsoxialismus (1970), Stuttgart

Elmar Daucher (Neuenburg am Rhein, 13 augustus 1932 – Oggelshausen, 25 augustus 1989) was een Duitse beeldhouwer.

## Leven en werk
Daucher kreeg een opleiding als steenhouwer aan de Fachschule für Steinbearbeitung in Wunsiedel en studeerde van 1952 tot 1955 beeldhouwkunst bij Otto Baum aan de kunstacademie in Stuttgart. Vanaf 1968 woonde en werkte de kunstenaar in Oggelshausen. In 1969 was hij een der initiatoren en deelnemer van het Bildhauer-Symposium Oggelshausen naar het voorbeeld van het Symposion Europäischer Bildhauer van de Oostenrijkse beeldhouwer Karl Prantl in Sankt Margarethen im Burgenland, waaraan hij in 1966 zelf als steenbeeldhouwer had deelgenomen. Andere symposia waar hij voor werd uitgenodigd waren die van: Sankt Wendel in 1971, Mauthausen (Oostenrijk) in 1972, Suwako (Japan) in 1978 en Lahr (Zwarte Woud) in 1980.
Vanaf 1974 was Daucher actief als maker en bespeler van zogenaamde Klangsteine, sculpturen van steen, die geluid/klank voortbrengen.

## Werken (selectie)
- 1963 : Reliëf (steen), Robert-Bosch-Schule in Stuttgart-Zuffenhausen
- 1965 : Reliëf (brons), Stuttgart-Feuerbach
- 1966 : Ohne Titel, Sankt Margarethen im Burgenland
- 1969 : Ohne Titel, Skulpturenfeld Oggelshausen in Oggelshausen
- 1970 : Mahnmal für die Opfer des Nazionalsozialismus[1], Karlsplatz in Stuttgart
- 1971 : Verschiebung, Straße der Skulpturen (St. Wendel)
- 1976 : Ohne Titel, Böblingen
- 1980 : Klangstein[2], Lahr
- 1984 : Stein zur Meditation, Versöhnungskirche in Stuttgart-Degerloch

## Fotogalerij

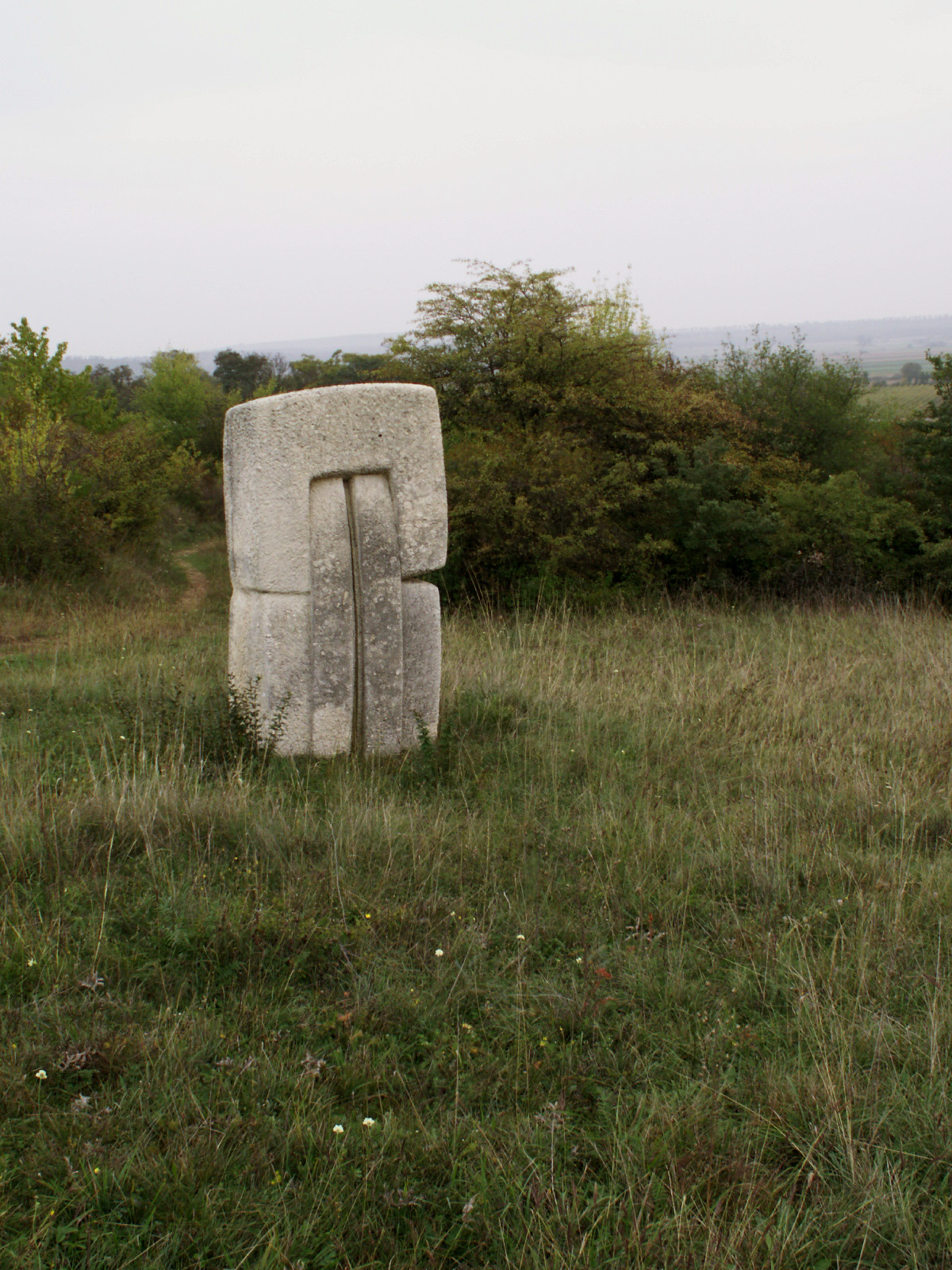
Ohne Titel (1966), Sankt Margarethen im Burgenland
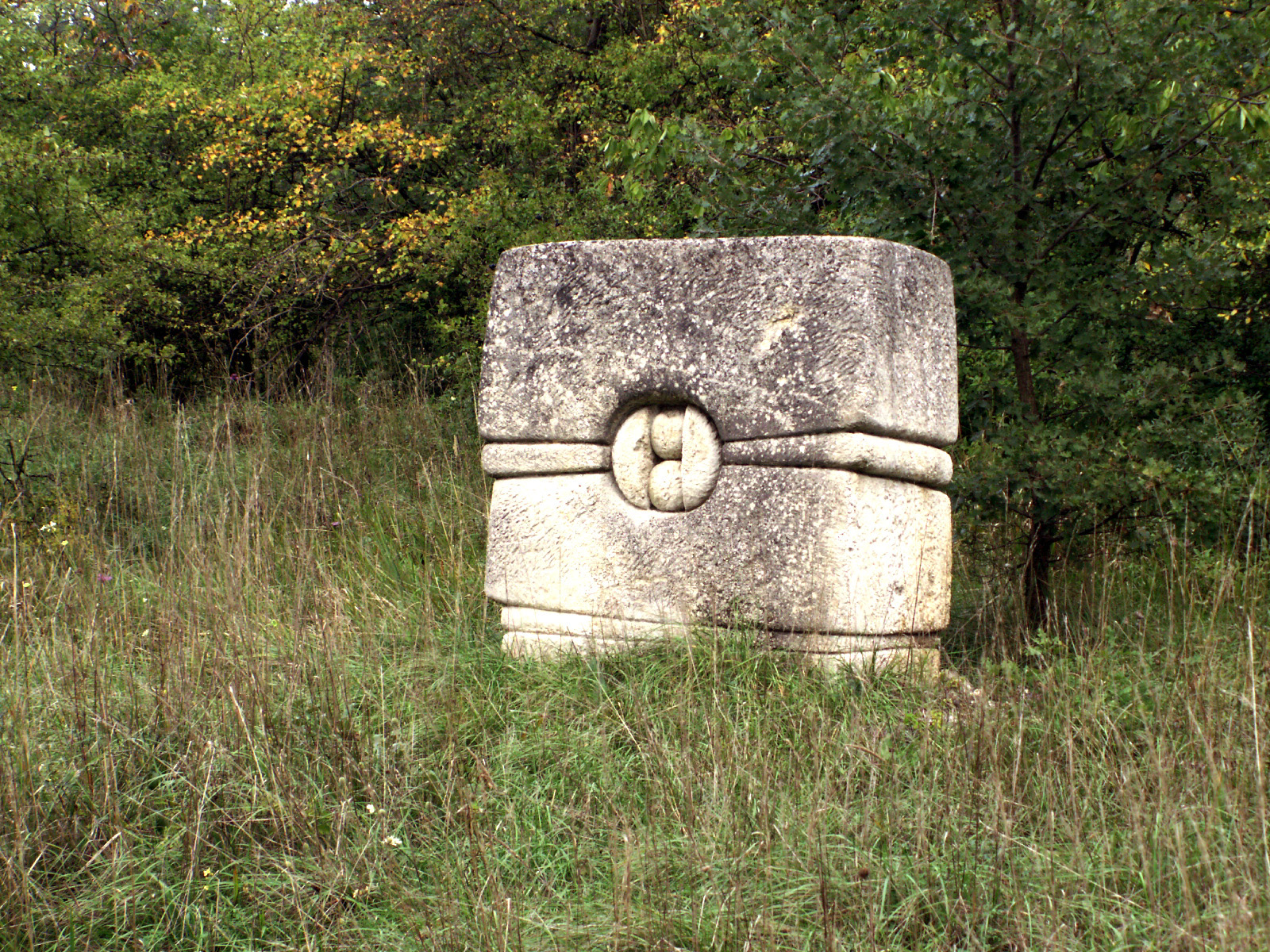
Ohne Titel (1966), Sankt Margarethen im Burgenland
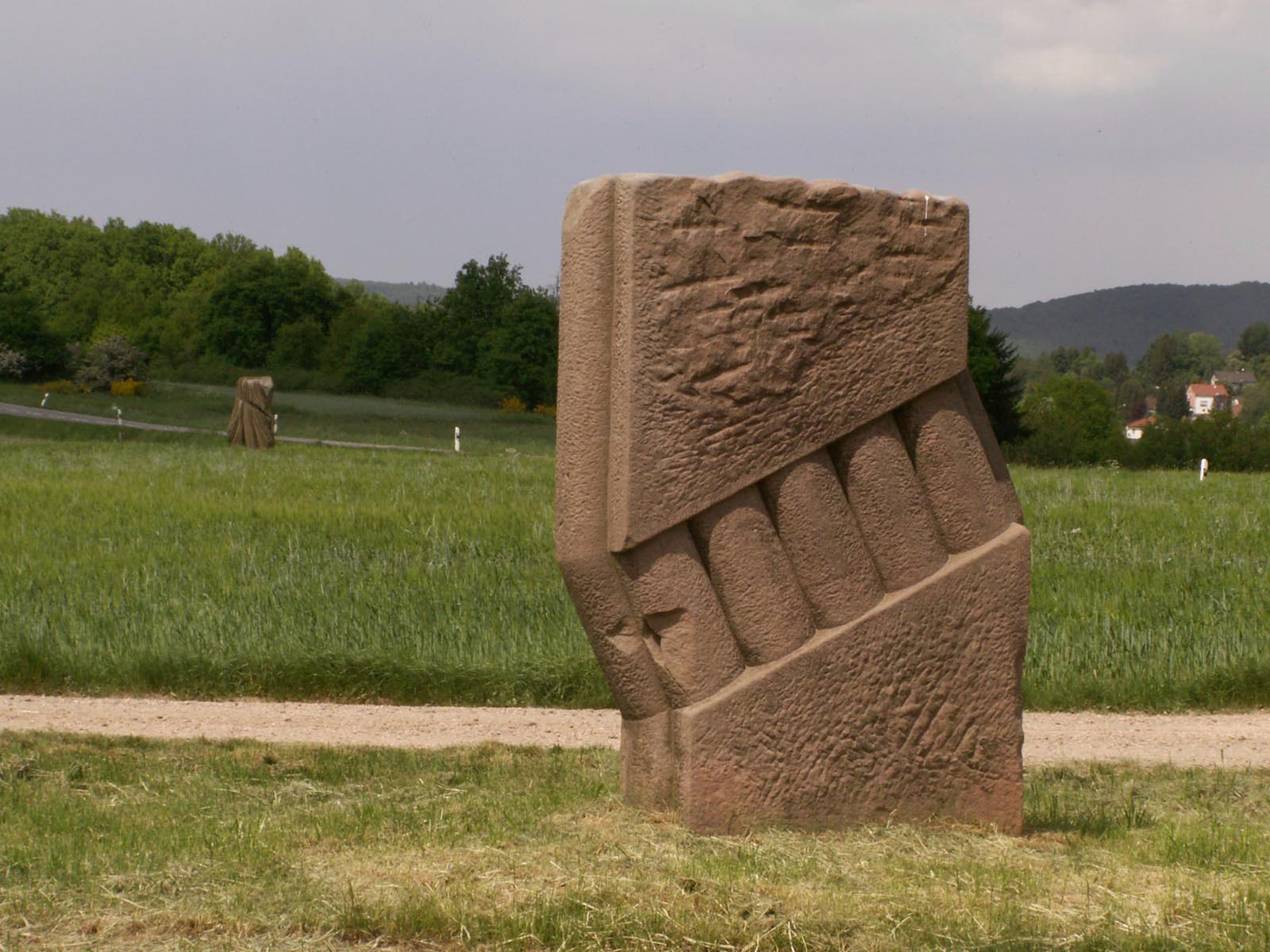
Verschiebung (1971), Sankt Wendel
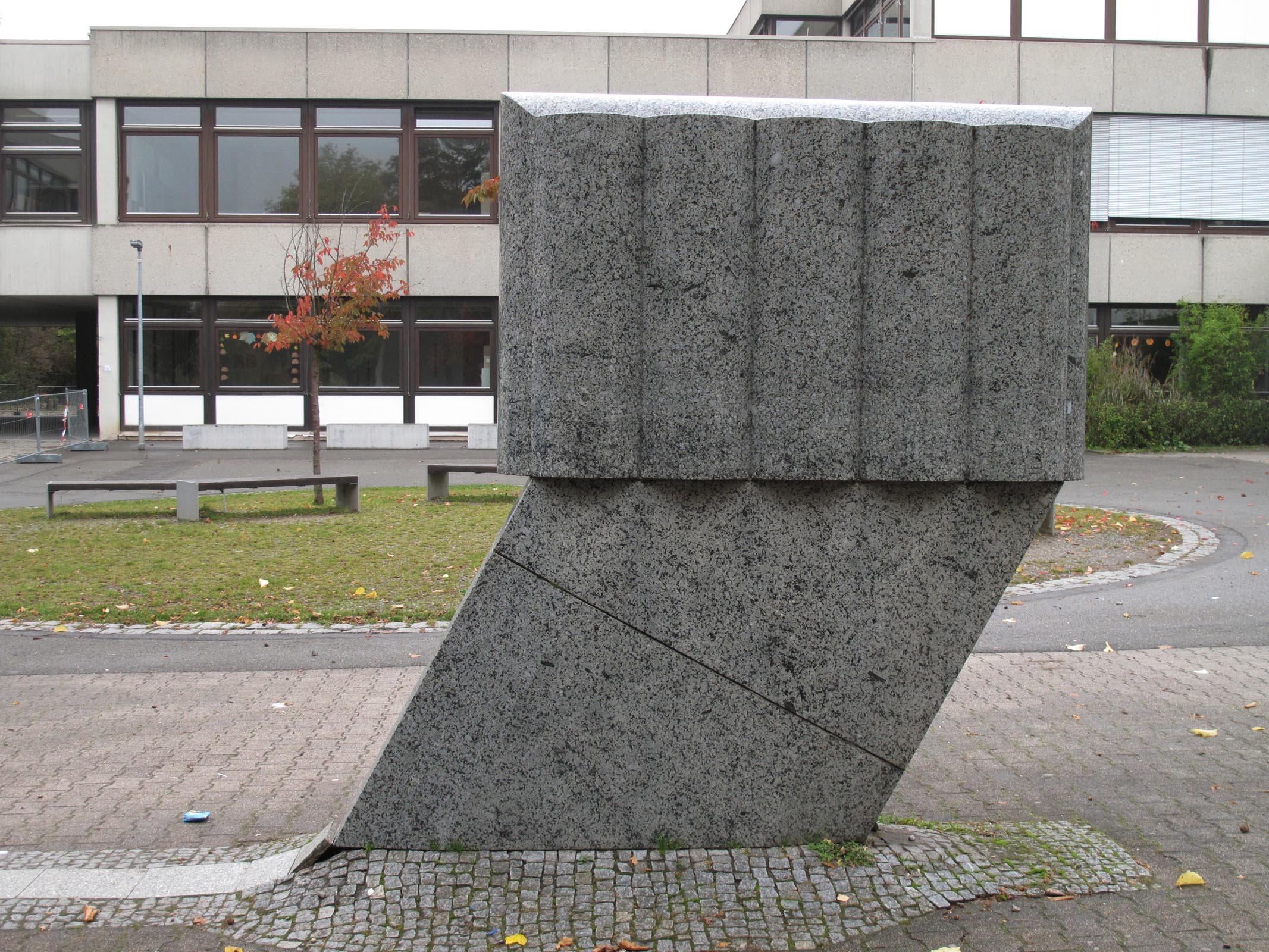
''Ohne Titel (1976), Böblingen